# Вольтижёры
Вольтижёры (фр. Voltigeurs, от voltiger — порхать, производить искусные прыжки) — французская пехота времён Наполеоновских войн.
Вольтижёры были созданы как роты (по одной на пехотный батальон), предназначенные для выполнения функции застрельщиков в бою. Именно эти роты стали той «лёгкой пехотой», которая всегда была в авангарде и в стрелковой цепи. Появление вольтижёров во многом объясняется ещё и тем, что Наполеон использовал опыт Древнего Рима, а также желал отметить храбрых солдат, которые не могли из-за малого роста быть зачисленными в роты гренадер или карабинеров. Если понятие «гренадер» всегда связывалось с высоким солдатом, отважным в штыковом бою, то «вольтижёр» стал синонимом маленького стрелка, бесстрашного в передовой цепи под жестоким огнём неприятеля. Вольтижёрские роты, батальоны и полки во французской армии просуществовали до 1871 (1870) года.

## Вольтижёры линейной и лёгкой пехоты
В порядке возвращения к традиционной практике формирования рот специального назначения, предназначенных действовать в качестве разведчиков и застрельщиков, в полках легкой пехоты в марте 1804 года были введены вольтижёрские роты. В полках линейной пехоты они появились в сентябре 1805 года. Фактически эти меры лишь узаконили формирование вольтижёрских рот, которые и до этого создавались в пехотных батальонах революционной французской армии. Согласно специальным распоряжениям роты вольтижёров численностью 90 человек каждая формировались при каждом батальоне линейной или лёгкой пехоты из числа собственных солдат. В ходе реорганизации, проведённой в 1807 году, численность солдат в вольтижёрских ротах возросла до 120 человек. Эти отряды выполняли различные функции лёгкой пехоты, в частности, бой в рассыпном строю, формирование стрелковой цепи перед фронтом батальона и прочие функции. Теоретически вольтижёры были более искусны в меткой стрельбе, так как получали специальную подготовку, однако уже после Русской кампании 1812 года вольтижёры качественно ничем не превосходили остальных лёгких пехотинцев из фузилёрных и егерских подразделений.
Помимо французской армии, вольтижёрские роты создавались также и в армиях зависимых от Франции государств, в частности, в армиях:
- Герцогства Варшавского
- Итальянского королевства
- Неаполитанского королевства
- Баварского королевства (после 1810 года)
- Вестфальского королевства
- Вюртембергского королевства
- Великого герцогства Баденского
- Королевства Саксонии (после 1809 года)
- некоторых мелких государств Рейнского союза

## Вольтижёры гвардии
Вольтижёрские роты в Императорской гвардии были сформированы при егерских корпусах. Сначала были созданы стрелковые егерские полки и полки егерей-новобранцев (конскриптов, фр. Conscrit) в Молодой Гвардии в 1809 году. В 1811 году эти подразделения были переименованы в вольтижёрские (1 — 4 полки). Гвардейские вольтижёры вместе с солдатами стрелковых полков формировали стрелковые цепи вокруг егерских (шассёрских) и гренадерских полков Императорской гвардии.
Вольтижёры понесли жестокие потери в ходе кампании в России в 1812 году. Относительно невредимым из этой войны вышел лишь 3-й полк. Спешно сформированные в 1813 году 19 полков по своей боеспособности были далеки от своих предшественников. Вследствие этого вольтижёры продолжали использовать прежнюю тактику ведения боя вместо тактики рассыпного строя, в котором они теоретически должны были сражаться. Несмотря на это, вольтижёры проявили высокие боевые качества в ходе боевых действий в 1813—1814 годах. В течение кампании 1814 года они составляли костяк вооружённых сил обескровленной наполеоновской Франции. В течение Ста дней вольтижёрские соединения были реорганизованы и приняли участие в кампании 1815 года. После поражения Наполеона и Реставрации Бурбонов вольтижёрские полки наряду с прочими полками наполеоновской гвардии были расформированы.

## Внешний вид и униформа
Максимальный рост вольтижёра не должен был превышать 1 597 мм — французских 4 фута и 11 дюймов (1 624 мм для офицеров), что позволяло солдатам, не попавшим в гренадеры из-за маленького роста, добиться элитарного статуса. Также благодаря снижению ростовой планки Наполеон смог дополнительно набрать в армию почти 40 тысяч новых солдат, не повысив при этом бремя воинской повинности на население в целом. В 1793—1806 годах цвет мундира был синим. В 1806 году в виде эксперимента заменён на белый Наполеоном, но был непопулярен из-за сильной маркости и вольтижёры выглядели вечно грязными. Увидев вольтижёров в походных условиях, Наполеон вернул синий цвет мундирам.